# Lijst van vuurtorens in Duitsland
Deze lijst vormt een overzicht van vuurtorens in Duitsland. Voor een overzichtsartikel van de vuurtorens en bakens op de grens met Nederland, zie: Lichtenplan voor de Beneden-Eems.

## Noordzee

### Vrije Hanzestad Bremen
- Bremerhaven
- Kaiserschleuse
- Geestemünde
- Obereversand (buiten gebruik, overgezet naar Dorum)

### Sleeswijk-Holstein
- Amrum
- Nebel (Amrum)
- Büsum
- Dagebüll
- Großer Vogelsand
- Helgoland (Oberland)
- Helgoland (Düne)
- Hörnum
- Kampen
- List Ost
- List West
- Norddorf (Amrum)
- Nordmarsch (Hallig Langeneß)
- Julssand (Hetlinger Schanze)
- Oland
- Pellworm
- Rotes Kliff
- Sankt Peter-Böhl
- Süderoogsand
- Westerheversand
- Olhörn (Wyk auf Föhr)

### Hamburg
- Neuwerk
- Tinsdal
- Wittenbergen
- Blankenese
- Bunthäuser Spitze

### Nedersaksen
- Alte Weser
- Arngast
- Oude vuurtoren van Borkum
- Grote vuurtoren van Borkum – ook wel nieuwe vuurtoren genoemd
- Kleine vuurtoren van Borkum
- Brinkamahof
- Campen
- Cuxhaven-Duhnen
- Eckwarden
- Emden
- Hoheweg
- Hofe
- Hooksiel Plate
- Imsum
- Knock
- Mellumplate
- Memmert (Juist)
- Minsener Oog Buhne A
- Minsener Oog Buhne C
- Norderney
- Dorum
- Pilsum
- Robbenplate Weser
- Roter Sand Außenweser
- Sandstedt
- Schillig
- Solthörn
- Tossens
- Tegeler Plate
- Wangerooge - oude vuurtoren
- Wangerooge - nieuwe vuurtoren
- Wilhelmshaven
- Wilhelmshaven-Voslapp
- Kleiner Preuße Wremen
- Wybelsum

## Oostzee
- Vuurtoren Dornbusch